# جلين ألان ميليكان
جلين ألان ميليكان (بالإنجليزية: Glenn Allan Millikan)‏ (23 مايو 1906 - 25 مايو 1947)، هو اختصاصي فيزيولوجي أمريكي. كان مخترعًا ومتسلقًا للجبال. اخترع ميليكان أول مقياس للتأكسج عملي محمول في 1940-1942. وقد تم الاعتراف بمقياس التأكسج لميليكان عموما بأنه بداية قياس التأكسج في علم وظائف الأعضاء والطب السريري. وتم عرض مصطلح مقياس التأكسج من قِبَل ميليكان.

## النشأة
درس ميليكان، ابن عالم الفيزياء روبرت أندروز ميليكان، في جامعة هارفارد وجامعة كامبريدج. وخلال دراسته للدكتوراه في كامبردج، أنشأ مقياس ألوان مزدوج الطول الموجي لقياس مستوى الأكسجين في الدم. ومنحته كلية الثالوث منحة دراسية لمدة أربع سنوات لهذا العمل. سمحت الجائزة لميليكان بمواصلة الأبحاث عن تفاعلات الميوغلوبين والأكسجين في كامبريدج حتى عام 1937. بعد اندلاع الحرب العالمية الثانية، تم محاصرة ميليكان في الولايات المتحدة. وأصبح غير قادر على العودة إلى كامبريدج، فقَبِل تعيين المختبر غير المدفوع في جامعة بنسلفانيا، وركز على بحوث الضيائية الحيوية. وفي وقت لاحق، عمل في مهام التدريس في جامعة بنسلفانيا، وفي جامعة هارفارد.

## حياته المهنية
في ربيع عام 1940 طلب اللورد أدريان، مستشار ميليكان السابق في كامبريدج، من ميليكان مساعدة سلاح الجو الملكي بتطوير جهاز تنفس موثوق به. وفقا لأدريان، يفقد الطيارون وعيهم خلال المعارك على ارتفاعات عالية، ويحتاجون إلى «نظام توصيل الأكسجين مع صمام يستجيب للارتفاع والنشاط». أنشأ ميليكان الجهاز لمراقبة حالة الطيار أثناء الطيران (مقياس ميليكان) في عام 1940، وقدمه إلى الجمعية الفسيولوجية الأمريكية في عام 1941. وتم دمج مقياس التأكسج في قناع الطيار، وكان لابد من أن يكون مشبوكا بشحمة الأذن. واعتمد نظام الإمداد بالأكسجين، الذي طورته شركة بنديكس، على مقياس التأكسج ككاشف أولي عن نقص الأكسجين.
كانت سماعة الأذن لمقياس التأكسج لميليكان تحتوي على مصباح متوهج، ومجموعة من المرشحات الحمراء والخضراء، وخلية ضوئية بمستوى حاجز السيلينيوم. ووفقا لبيانات ميليكان في وقت مبكر، فإن امتصاص الضوء الأخضر لا يعتمد على مستوى الأكسجين في الدم، بينما امتصاص الضوء الأحمر يعتمد على مستوى الأكسجين في الدم. ومع ذلك، في عام 1942 تبين أن لحم الأذن البشرية تمتص تقريبا جميع الضوء الأخضر. والضوء الأخضر الذي استشعرته الخلية الضوئية في جهاز ميليكان كان في الواقع ضوء الأشعة تحت الحمراء غير مرئية المنبعث من المصباح، ولم تتأثر بالفلتر الأخضر.
وقد أوضحت أعمال ميليكان في زمن الحرب ثلاث مشاكل أساسية في قياس التأكسج وهي: عدم وجود نظرية مناسبة، وعدم القدرة على التمييز بين الدم والأنسجة الأخرى في مسار الضوء، وعدم القدرة على التمييز بين الدم الشرياني والوريدي والشعري، حيث كان الدم الشرياني فقط هو المطلوب لقياس الأكسجين. وكان حل ميليكان نفسه لهذه التحديات ضعيفًا. تم حل المشكلة الثالثة عن طريق «مسح كامل» لشحمة الأذن عن طريق تسخينها بالمصباح الكهربائي. والثانية لم تكن مشكلة بالنسبة لسلاح الجو الملكي لأنه يوفر الأكسجين النقي. وكانت معايرة الجهاز لتنفس المريض بالأكسجين النقي دقيقة جدًا.
وفي عام 1946، أصبح ميليكان رئيس قسم علم وظائف الأعضاء في كلية الطب بجامعة فاندربيلت.

## وفاته
في عام 1938 تزوج ميليكان من كلير ليه مالوري، ابنة جورج مالوري، متسلق الجبال الذي مات أثناء تسلق جبل إيفرست. وفي عام 1947، قٌتِلَ ميليكان نفسه بواسطة صخرة هابطة عندما كان يتسلق «الصخرة روز» بالقرب من شلالات منتزه الدولة، في تينيسي.
وبعد وفاته، رعى والديه سلسلة من محاضرات جلين ميليكان في فاندربيلت.